# Michel Tamarati
Michel Tamarati, né Alexander Tamarachvili (géorgien ალექსანდრე  თამარაშვილი), à Akhaltsikhé, en Géorgie (à l'époque dans l'Empire russe), en septembre 1858 et décédé le 11 septembre 1911, est un prêtre catholique géorgien devenu historien. 

## Biographie

### Jeunesse
Il nait dans une famille catholique géorgienne. Après ses études à Akhaltsikhé, il est envoyé d’abord à Koutaïssi, puis à Constantinople, en 1878, dans un collège catholique paroissial, et ensuite en Espagne pour trois années. 

### Ordination
À son retour à Constantinople, il est ordonné prêtre sous le nom de Michel ((ka) მიხეილ). En 1888, il obtient le diplôme du séminaire Saint Lazare de Paris, retourne en Géorgie et devient prêtre de l’église de l’Assomption à Tiflis.
En 1891, devant la pression des autorités impériales russes, il part pour Rome et obtient un doctorat en théologie de l'Académie pontificale saint Thomas d'Aquin en 1894.  

### Historien
Il se consacre ensuite aux recherches relatives à l’histoire du catholicisme romain en Géorgie, ainsi qu’aux interactions culturelles et politiques entre la Géorgie et l’Occident chrétien.

### Décès et commémorations
Michel Tamarati meurt le 16 septembre 1911 en essayant de sauver un homme de la noyade en mer près de Santa Marinella, en Italie : il est inhumé à Civitavecchia. En 1978, sa dépouille est transférée au Panthéon de Didube à Tbilissi.
En 2011, à l'occasion du centenaire de sa mort, une cérémonie commémorative est organisée à la Congrégation de saint Joseph à Albano Laziale, dirigée par Mgr Gino Reali, évêque de  Porto-Santa Rufina, et présidée par Kéthévane Bagration de Moukhrani, ambassadeur de Géorgie au Saint-Siège et à Marcello Celestini, ambassadeur de l'ordre souverain de Malte auprès du Saint-Siège. Une messe commémorative est également tenue à la cathédrale catholique romaine de l'Assomption, à Tbilissi.

## Œuvres
- 1902 : « L’Histoire du catholicisme romain parmi des Géorgiens » ((ka) : ისტორია კათოლიკობისა ქართველთა შორის)[3],
- 1910 : « L'Église géorgienne des origines jusqu'à nos jours », en langue française et ayant reçu un prix spécial du Saint-Siège [2],[4]. Il y critique l’abrogation de l’autocéphalie de l’Église orthodoxe de Géorgie décidée par l’Empire russe au profit de l’Église orthodoxe de Russie[5]. L’ambassade de Russie aurait acheté un maximum d’exemplaires de ce livre afin de les détruire, selon l’historien David Marshall Lang[5].

L’essentiel de ses ouvrages est préservé au Centre national géorgien des Manuscrits.